# Live...In the Raw
Live...In the Raw est le premier album live du groupe  W.A.S.P., sorti en 1987.
Les chansons The Manimal et Harder Faster sont présentes uniquement sur cet album. De plus, la chanson Harder Faster fut écrite en réponse aux attaques du Parents Music Resource Center (PMRC)[réf. nécessaire].

## Composition du groupe
- Blackie Lawless - Chant, guitare
- Chris Holmes - Guitare
- Johnny Rod - Basse
- Steve Riley - Batterie

## Liste des chansons

### Album original
| No  | Titre                      | Durée |
| --- | -------------------------- | ----- |
| 1.  | Inside The Electric Circus | 4:32  |
| 2.  | I Don't Need No Doctor     | 3:35  |
| 3.  | L.O.V.E. Machine           | 4:31  |
| 4.  | Wild Child                 | 6:02  |
| 5.  | 9.5.-N.A.S.T.Y.            | 5:11  |
| 6.  | Sleeping (In the Fire)     | 5:23  |
| 7.  | The Manimal                | 4:43  |
| 8.  | I Wanna Be Somebody        | 6:43  |
| 9.  | Harder Faster              | 7:19  |
| 10. | Blind In Texas             | 5:40  |
| 11. | Scream Until You Like It   | 3:26  |

### Version remasterisée (1997)
| No  | Titre                             | Durée |
| --- | --------------------------------- | ----- |
| 1.  | Inside The Electric Circus        | 4:32  |
| 2.  | I Don't Need No Doctor            | 3:35  |
| 3.  | L.O.V.E. Machine                  | 4:31  |
| 4.  | Wild Child                        | 6:02  |
| 5.  | 9.5.-N.A.S.T.Y.                   | 5:11  |
| 6.  | Sleeping (In the Fire)            | 5:23  |
| 7.  | The Manimal                       | 4:43  |
| 8.  | I Wanna Be Somebody               | 6:43  |
| 9.  | Harder Faster                     | 7:19  |
| 10. | Blind In Texas                    | 5:40  |
| 11. | Scream Until You Like It          | 3:26  |
| 12. | Shoot From The Hip                | 5:16  |
| 13. | Widowmaker                        | 4:35  |
| 14. | Sex Drive                         | 3:41  |
| 15. | Sleeping (In The Fire) (Acoustic) | 4:02  |